# Chris Ridgeway
Chris Wareing (né le 6 juillet 1993 à Merseyside, Liverpool) plus connu sous le nom de Chris Ridgeway, est un catcheur (lutteur professionnel) anglais. Il travaille actuellement à la Pro Wrestling NOAH.

## Carrière

### Progress Wrestling (2017–...)
Lors de Chapter 84, il perd contre Walter et ne remporte pas le PROGRESS World Championship,.
Lors de Chapter 128, il perd contre Jonathan Gresham dans un Pure Rules Match et ne remporte pas le ROH World Championship.
Il participe ensuite au Super Strong Style 16 Tournament qu'il remporte ainsi que le vacant PROGRESS World Championship en battant Warren Banks en finale.

### Revolution Pro Wrestling (2017–...)
Lors de Global Wars 2018, il perd contre Will Ospreay.

### Pro Wrestling NOAH (2019-...)
Le 25 août, il perd contre Daisuke Harada et ne remporte pas le IPW:UK Junior Heavyweight Championship.
Le 3 décembre, il perd contre HAYATA et ne remporte pas le GHC Junior Heavyweight Championship,.
Le 4 janvier 2020, à New Sunrise, lui et Doug Williams battent Minoru Tanaka et Naomichi Marufuji,.
Lors de Majestic 2022 - N Innovation, lui et Yoshinari Ogawa battent Atsushi Kotoge et Yo-Hey et remportent les GHC Junior Heavyweight Tag Team Championship,. Le 4 mai, ils se font attaqué par Yuya Susumu et Seiki Yoshioka, qui les défient ensuite à un match pour les GHC Junior Heavyweight Tag Team Championship avec HAYATA se rangeant du côté de Susumu et Yoshioka.
Le 3 septembre, ils conservent leur titres contre Los Perros del Mal de Japón (Eita et Kotarō Suzuki). Le 25 septembre, ils perdent leur titres contre Atsushi Kotoge et Seiki Yoshioka.
Le 22 juin, lui et Daga battent Good Looking Guys (Tadasuke et Yo-Hey) et remportent les GHC Junior Heavyweight Tag Team Championship.

## Palmarès
- Fight! Nation Wrestling
  - 1 fois FNW British Championship (actuel)

- FutureShock Wrestling
  - 1 fois FSW Tag Team Championship avec T-Bone

- Pro Wrestling NOAH
  - 2 fois GHC Junior Heavyweight Tag Team Championship avec Yoshinari Ogawa (1) et Daga (1, actuel)

- Progress Wrestling
  - 1 fois PROGRESS World Championship
  - Super Strong Style 16 Tournament (2022)

- Shropshire Wrestling Alliance
  - 1 fois SWA Championship

- The Wrestling League
  - 1 fois WLGP Championship

- TNT Extreme Wrestling
  - 1 fois TNT Extreme Division Championship